# باسن، ارمنستان
باسن (به ارمنی: Բասեն) یک روستا در ارمنستان است که در استان شیراک واقع شده‌است.  در  کیلومتری شمال گیومری، مرکز استان شیراک واقع شده است.

## خصوصیات
باسن ۱٫۳ کیلومترمربع مساحت و ۱٬۹۱۳ نفر جمعیت دارد و در ارتفاع  متر بالاتر از سطح دریا قرار گرفته است.